# Nicholas Onuf
Nicholas Onuf (né en 1941) est un universitaire américain. Onuf est actuellement professeur émérite de relations internationales à l'Université internationale de Floride et fait partie des comités de rédaction de International Political Sociology, Cooperation and Conflict et Contexto Internacional. C'est un penseur constructiviste des relations internationales. On lui attribue l'invention du terme « constructivisme ».

## Biographie
Onuf est un universitaire spécialisé dans les relations internationales. Il est essentiellement connu pour la rédaction en 1989  de l'ouvrage World of our Making.

## Influences
Dans l'introduction de World of our Making, ouvrage majeur d'Onuf, publié en 1989, l'auteur reconnaît l'influence de la philosophie sur son œuvre. Il reconnaît s'inspirer fortement des travaux de Nelson Goodman. Il reconnaitra aussi l'influence des poststructuralistes, en reconnaissant qu'ils ont « essentiellement raison de mettre l’accent sur le contenu logocentrique des nombreuses dualités qui dominent la pensée occidentale »,. Onuf se différencie cependant d'eux en refusant une déconstruction totale, qui est selon lui entreprise vaine et vide de sens, Onuf préférant tenter de construire une représentation du monde en prenant en compte ces biais identifiés. 

## Pensée
Onuf est un penseur constructiviste, c'est-à-dire partisan d'une théorie des relations internationales qui mette l'accent sur l'intersubjectivité et sur la place des idées dans le système international. Dans son ouvrage World of our Making, Onuf fait le postulat suivant, qui est que tout ce que l'homme peut faire est de « construire des mondes que nous connaissons dans un monde que nous ne connaissons pas ». Le monde des hommes est donc un monde essentiellement construit par le jeu des normes, des habitus, des pratiques et par l'évolution des relations entre acteurs. Ce monde construit est donc celui qu'Onuf essaie de décrypter. Par conséquent, il est logique qu'Onuf conçoive le constructivisme comme une méthode, une façon d'appréhender les rapports humains, plus que comme une véritable théorie,. 
Onuf perçoit les êtres humains non comme des êtres pleinement rationnels mais comme des êtres sociaux. C'est donc logiquement qu'il met en avant une interdépendance entre acteurs et structures, les deux s'influençant et se modelant l'un et l'autre.  